# Franz Pfnür
Franz Pfnür (n. 21 noiembrie 1908, Berchtesgaden, Regatul Bavariei, Germania – d. 21 septembrie 1996) a fost un schior alpin ce a reprezentat Germania, medaliat olimpic. A participat la o ediție a Jocurilor Olimpice (1936) în care a câștigat o medalie de aur.

## Participări
Lista de mai jos prezintă principalele competiții la care a participat Franz Pfnür de-a lungul carierei.
- alpine skiing at the 1936 Winter Olympics – men's combined[*]